# Postřižín
Postřižín är en ort i Tjeckien.   Den ligger i regionen Mellersta Böhmen, i den centrala delen av landet, 16 km norr om huvudstaden Prag. Postřižín ligger 230 meter över havet och antalet invånare är 339.
Terrängen runt Postřižín är platt. Runt Postřižín är det mycket tätbefolkat, med 1 754 invånare per kvadratkilometer. Närmaste större samhälle är Prag, 16,3 km söder om Postřižín. Trakten runt Postřižín består till största delen av jordbruksmark.